# سیارک ۳۹۳۲
سیارک ۳۹۳۲ (به انگلیسی: 3932 Edshay، نامگذاری:1984SC5) سه هزار و نهصد و سی و دومین سیارک کشف شده‌است که در ۲۷ سپتامبر ۱۹۸۴ کشف شد.
قدر مطلق سیارک برابر ۵۲.۹ است.